# Коляда Оксана Василівна
Оксана Василівна Коляда, до шлюбу Пюрко, у першому шлюбі Гаврилюк (*4 вересня 1980, Волочиськ) — українська військовослужбовиця, політична та громадська діячка. міністр у справах ветеранів, тимчасово окупованих територій і внутрішньо переміщених осіб України (2019—2020). Полковник запасу. Учасниця бойових дій.

## Освіта
- 1997 — здобула середню освіту у Волочиському НВК, в одному випуску з народним депутатом Сергієм Лабазюком[1].
- 2002 — закінчила Львівський інститут внутрішніх справ, спеціальність «Правознавство».
- 2007 — отримала диплом магістра права у Львівському державному університеті внутрішніх справ.
- 2013 — сертифікат міжнародного тренінгового проєкту «Жінка в поліції».
- 2016 р. — сертифікат із курсу стратегічних комунікацій (Національний університет оборони України, Інститут інформаційних технологій і засобів навчання НАПН України за участі Центру передового досвіду НАТО)
- 2016—2017 — слухачка Національного університету оборони, спеціальність «Інформаційне забезпечення військ».

## Кар'єра
2003—2015 — служба в Міністерстві внутрішніх справ України (зокрема, у 2013—2014 роках очолювала пресслужбу МВС за часів міністра В. Захарченка).
2015—2017 — служба в ЗСУ. Начальниця управління комунікації та преси Міністерства оборони України.
2016—2017 — розробниці спеціалізованих курсів для журналістів, що працюють у зоні проведення АТО.
Під час роботи в управлінні комунікації та преси Оксана Коляда започаткувала перші в Україні курси навчання та акредитації військових журналістів. Ефективність цього проєкту була оцінена міжнародними спостерігачами, досвід їхнього створення вивчали представники низки країн НАТО, експерти ОБСЄ.
Працюючи у зоні АТО/ООС, Оксана Коляда розпочала процес створення регіональних військових пресцентрів (Авдіївка, Сєвєродонецьк). Під час загострення бойових дій в Авдіївці у січні 2017 року Коляда створила повноцінний пресцентр в Авдіївці, координувала роботу українських та іноземних журналістів, організовувала прямі включення та працювала безпосередньо на передовій (Промка, Зеніт, Бутівка).
Протягом 3 місяців 2017 року — заступниця Командувача АТО.
У 2015—2017 роках — учасниця проєкту «Реформа державних комунікацій» за підтримки уряду Великої Британії.
2016—2017 — Голова робочої групи Комітету реформ Міністерства оборони України з розробки системи стратегічних комунікацій у Збройних Силах України.
13 березня 2019 року призначена на посаду заступниці міністра у справах ветеранів.
29 серпня 2019 року призначена міністром у справах ветеранів, тимчасово окупованих територій і внутрішньо переміщених осіб України.

## Громадська діяльність
Голова Правління БФ «Інформаційно-координаційний центр».
Голова громадської спілки «Дім ветерана». Від початку була ініціатором та засновницею «Дому ветерана», відкритого на базі вертебрологічного Центру.
Співорганізаторка Міжнародного волонтерського та ветеранського форуму «Там, де ми — там Україна!». У форумі взяли участь представники ряду країн світу, ветерани та волонтери з усіх областей України, Президент України, міністри КМУ, народні депутати та інші. Результатом роботи Форуму було затвердження політичної волі щодо створення Міністерства у справах ветеранів та погодження базового функціоналу й принципів роботи Мінветеранів.
Учасниця проєктного офісу зі створення Міністерства у справах ветеранів, учасниця робочої групи зі створення Громадської Ради при Міністерстві у справах ветеранів.
Співорганізаторка Міжнародної конференції «VETS: світові практики інтеграції ветеранів до мирного життя», Є розробницею нормативних документів, організаторкою серії регіональних актуалізаційних круглих столів із залученням ветеранів до процесу обговорення функціоналу міністерства.
Упорядниця фотокниги «Через війну. Погляд волонтера» (автор — Дмитро Муравський, видавництво «Люта справа»).
Співорганізаторка благодійного заходу «Бал захисників» — соціального проєкту «Ярмарок вакансій для ветеранів»
Співавторка та координаторка соціальних проєктів «Коли закінчиться війна», «Обличчя миру», «Піски. Підірваний світ».
Медіаекспертув офісу координатора проєктів ОБСЄ в Україні.
Координаторка експертної волонтерської ради при Голові ВР України. У рамках координаційної роботи із Верховною радою, ініціювала створення неформальної експертної волонтерської ради при Голові парламенту та провела низку круглих столів, результатом яких стало затвердження ряду законопроєктів та результативне голосування по деяких з них. Зокрема, що стосується законопроєкту 6052, який дозволяє у законний спосіб продовжити службу тим військовим, які отримали поранення під час бойових дій.
Із 13 травня 2020 — голова правління фонду «Повернись живим», яку вона невдовзі залишила і з листопада 2020 року головою правління фонду є Тарас Чмут.

## Родина
Одружена. Має двох синів.